# Quietdrive
Quietdrive är ett alternativt rockband från USA. 

## Medlemmar
Nuvarande medlemmar
- Kevin Truckenmiller – sång, akustisk gitarr, basgitarr, violin (2002–)
- Brandon Lanier – trummor (2002–)
- Will Caesar – rytmgitarr, sång (2010–)
- Brice Niehaus – basgitarr (2010–)
- Brady Trudeau – sologitarr (2012–)

Tidigare medlemmar
- Matt Kirby – gitarr, sång (2002–2009) (nuvarande manager)
- Justin Bonhiver – gitarr (2002–2012)
- Droo Hastings – basgitarr (2002–2007)

## Diskografi
Studioalbum
- When All That's Left Is You (2006)
- Deliverance (2008)
- Close Your Eyes (2009)
- Quietdrive (2010)
- Your Record / Our Spin (2011)
- Up or Down (2012)
- The Ghost of What You Used to Be (2014)

EP
- Leaving Dramatics (2003)
- Quietdrive EP (2004)
- Fall from the Ceiling (2005)
- Rise From the Ashes (2006)
- Close Your Eyes (2009)

Singlar
- "Rise From the Ashes" (2006)
- "Time After Time" (2007)
- "Until the End (Acoustic Version)" (2012)
- "All I Want for Christmas Is You" (2012)
- "Even When I'm Gone" (2013)